# Matthew Elshoff
Matthew Gregory Elshoff OFMCap. (ur. 24 września 1955 w Cincinnati) – amerykański duchowny katolicki, biskup pomocniczy Los Angeles od 2023.

## Życiorys
Święcenia kapłańskie otrzymał 18 czerwca 1982 w Zakonie Braci Mniejszych Kapucynów. Po święceniach został prowincjalnym duszpasterzem powołań. Następnie pełnił funkcje: asystenta mistrza nowicjatu, dyrektora alumnatu, przełożonego zakonnej szkoły w La Cañada Flintridge oraz prowincjała. Od 2015 pełnił funkcję proboszcza kapucyńskich parafii w Solvang (2015–2018) i w Los Angeles (2018–2023).
18 lipca 2023 papież Franciszek mianował go biskupem pomocniczym Los Angeles ze stolicą tytularną Lamzella. 
26 września 2023 przyjął święcenia biskupie w Katedrze Matki Bożej Anielskiej w Los Angeles. Głównym konsekratorem był arcybiskup Los Angeles José Horacio Gómez.  